# A Rússia
A Rússia és el segon àlbum del grup mallorquí Antònia Font, publicat l'any 2001. El disc conté un total de quinze cançons independent entre si. El disc inclou una dedicatòria en un to surrealista: "...a la gent de Rússia, que hi fa tan fred, és tan gran i és tan enfora que me vénen ganes de plorar...". En aquesta ocasió, la presentació del disc es va fer a L'Espai de Barcelona el 17 de febrer del 2001 entre els actes de les jornades Setmana de les Illes Balears. Tot i així, la presentació no va tenir un gran nombre d'assistents. El disc obtingué el premi Disc Català de l'Any de Ràdio 4 del 2001.
Pel que fa a la lletra i segons explicà Joan Miquel Oliver, "fugíem d'explicar històries de personatges, des del punt de vista del lletrista, per fer una feina més seriosa i més ben feta". La producció del disc va anar encaminada a no introduir instrumentació que no pogués ser reproduïda per ells mateixos en el directe. El disc va ser d'un estil menys pop que el seu predecessor. De nou, són descrits com a vitamínics i amb lletres properes al surrealisme.

## Cançons
| Núm. | Títol                      | Durada |
| ---- | -------------------------- | ------ |
| 1.   | «Canta»                    | 3:08   |
| 2.   | «Tots es motors»           | 4:02   |
| 3.   | «Focs artificials»         | 3:53   |
| 4.   | «Estendre sa roba»         | 3:44   |
| 5.   | «A Rússia»                 | 4:23   |
| 6.   | «Fa calor»                 | 3:03   |
| 7.   | «Camps de maduixes»        | 3:31   |
| 8.   | «Aquesta pluja»            | 1:23   |
| 9.   | «Tornar a sa terra»        | 2:42   |
| 10.  | «Ses meves mans»           | 2:52   |
| 11.  | «Declar»                   | 3:36   |
| 12.  | «Ses estrelles del cel»    | 4:09   |
| 13.  | «Ses bombes atòmiques»     | 3:34   |
| 14.  | «Sa llimona»               | 3:08   |
| 15.  | «S'animal que no existeix» | 3:18   |